# Santuari de Sameiro
El Santuari de Nossa Senhora de Sameiro (o Santuari de Sameiro, també anomenat Santuari de la Immaculada Concepció del Mont de Sameiro) és un santuari situat a Braga, al nord de Portugal.

## Història

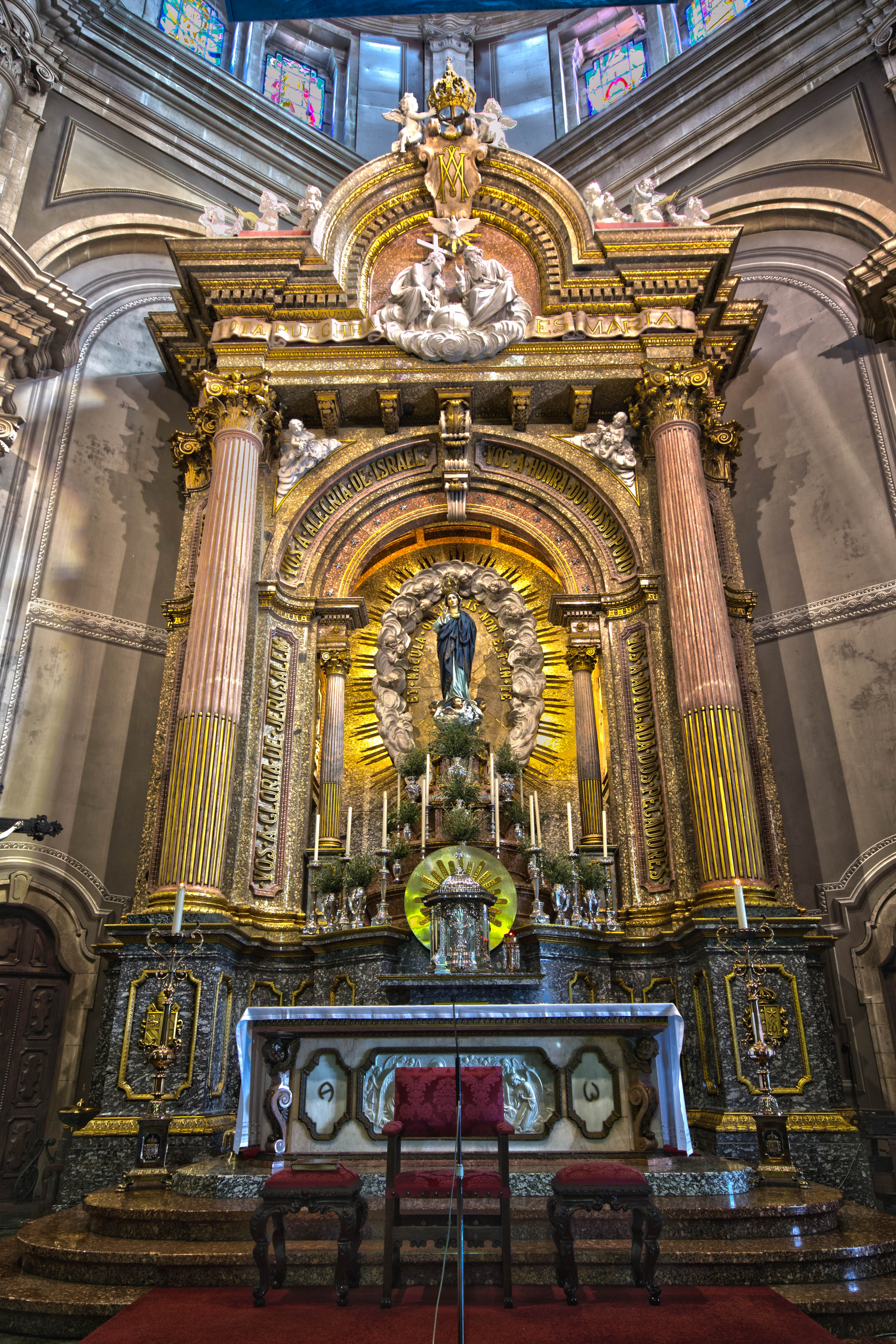
Altar de la Basílica de Nossa Senhora de Sameiro

La història d'aquest santuari comença el 14 de juny de 1863. El fundador en fou el vicari de Braga, Martinho António Pereira da Silva, natural de Semelhe, que el 1869 va fer col·locar, al cim de la muntanya, una imatge de Nossa Senhora da Conceiçâo. Aquest santuari és un centre de devoció mariana a Portugal, després del Santuari de Fàtima, a la Cova da Iria, i del Santuari da Mâe Soberana, a Loulé.
En aquest temple, conclòs al segle xx, destaca l'absis en granit blanc polit, així com el sagrari d'argent. Davant, s'alça una imposant escala.

## Cronologia

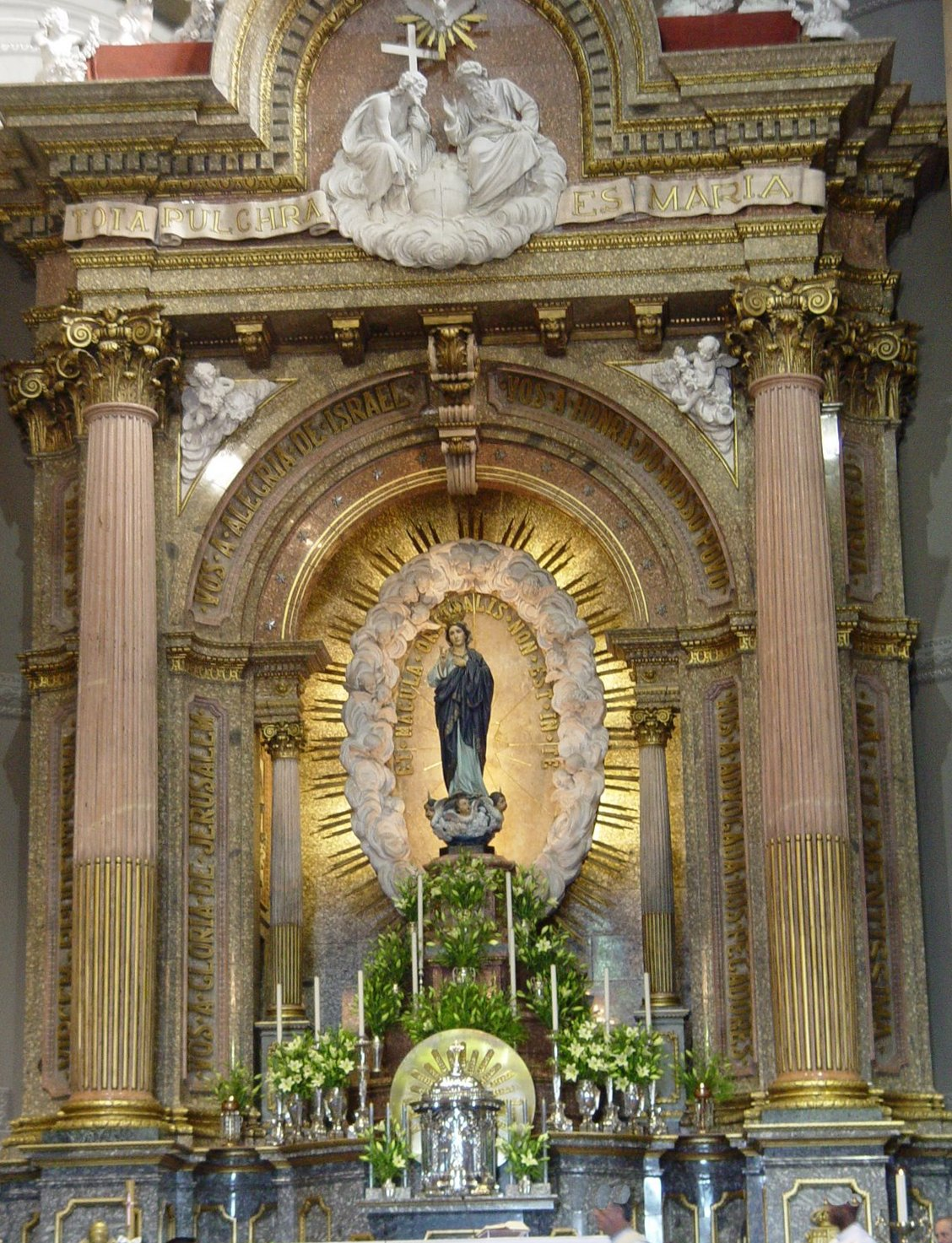
Altar major de la Basílica amb la famosa imatge de Nossa Senhora de Sameiro

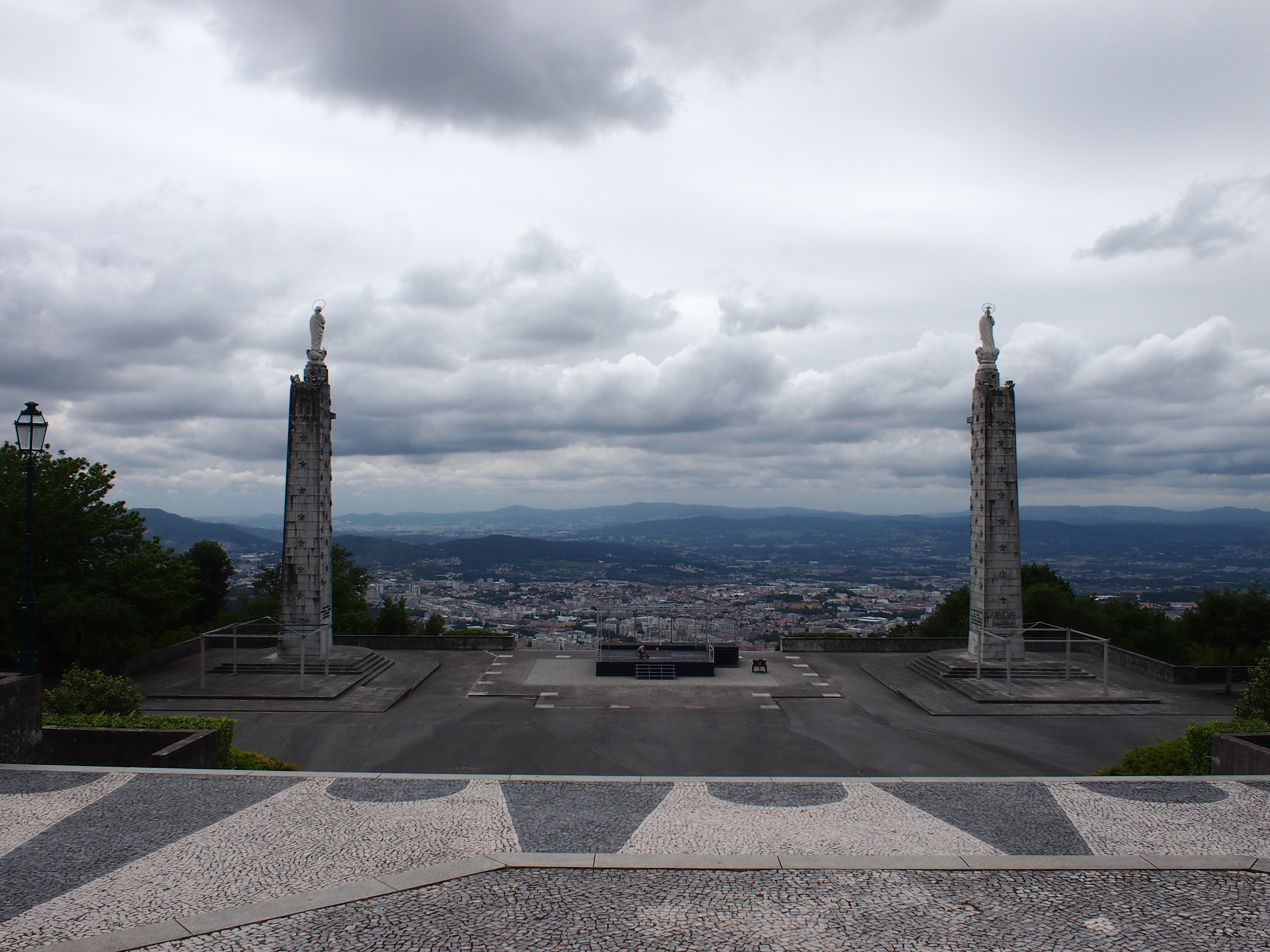
Vista des del santuari

- El 7 d'agost de 1878, arriba a Braga la imatge de Nossa Senhora de Sameiro, obra de l'escultor italià Eugeni Maccagnani (1852-1930).
- El 9 de gener de 1883, el monument fou destruït per causa desconeguda –un raig, segons uns, un temporal aliat amb la dolenta construcció, segons altres, etc.[1]
- El 28 de juliol de 1884 comença la construcció d'un nou monument.
- El 9 de maig de 1886 s'inaugura el nou monument.
- El 31 d'agost de 1890 es posa la primera pedra de l'actual santuari.
- El 12 de juliol de 1936, s'inicia la construcció de la cúpula.
- El 7 de juny de 1953 s'inaugura la creu de terme monumental, obra de l'arquitecte David Moreira da Silva.
- El 17 de juny de 1979 s'inaugura la criptasota el temple inicial.
- El 2006, Óscar Casares dissenya per a l'altar major de la cripta del santuari el panell "Salve Regina".

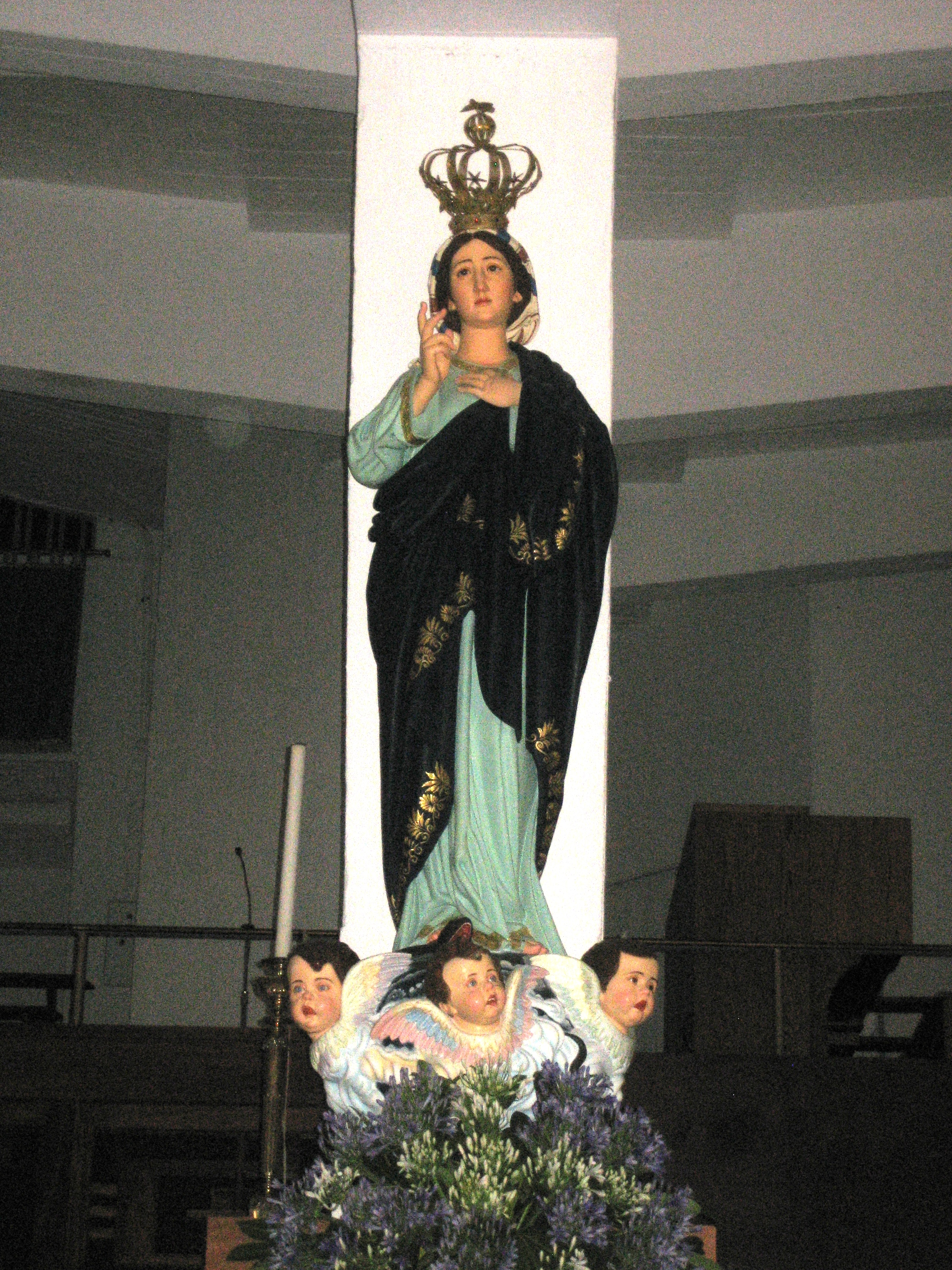
Nossa Senhora de Sameiro

L'escultura, esculpida a Roma, té una valuosa corona d'or massís i brillants.